# Веселі і засмаглі
«Веселі і засмаглі» (фр. Les bronzés 3: amis pour la vie) — французька комедія режисера Патріса Леконта.

## Зміст
Друзі Попай, Жіжі, Жером, Бернар, Наталі і Жан-Клод широко відомі своїми пригодами ще з часів свого знайомства у Кот Д'Івуар. За ці роки кожен із них обріс цілою купою проблем. Та всі негаразди відступають перед неймовірними і смішними пригодами, які чекають їх на фешенебельному італійському курорті.

## Ролі
| Актор           | Роль         |
| --------------- | ------------ |
| Мішель Блан     | Жан-Клод     |
| Марі-Анн Шазель | Жіжі         |
| Крістіан Клав'є | Жером        |
| Тьєррі Лермітт  | Робер        |
| Жозіан Баласко  | Наталі Морен |
| Жерар Жуньо     | Бернар Морен |
| Домінік Лаванан |              |
| Орнелла Муті    | Грациелла    |

## Касові збори
Під час показу в Україні, що розпочався 30 серпня 2007 року, протягом перших вихідних фільм демонстрували на 18 екранах, що дозволило йому зібрати $21,405 і посісти 8 місце в кінопрокаті того тижня. Загалом фільм в кінопрокаті України пробув 1 тиждень і зібрав $21,405, посівши 164 місце серед найбільш касових фільмів 2007 року.

## Додаткова інформація
Це третя частина знаменитих «Засмаглих», історія яких почалася майже 30 років тому. «Засмаглі» в 1978 році були зняті за п'єсою виконавця однієї з головних ролей Кристіана Клав'є «Любов, черепашки і ракоподібні». Фільм цей, так само як і його сиквел «Засмаглі на лижах» (1979) стали культовими у Франції.